# Pablo González Garza
Pablo González Garza (Lampazos de Naranjo, Nuevo León, 5 de maio de 1879 - Monterrey, Nuevo León, 4 de março de 1950) foi um general mexicano durante a Revolução Mexicana. É considerado o principal organizador do assassínio de Emiliano Zapata.

## Primeiros anos
Cresceu na localidade de Nadadores, Coahuila onde os seus pais eram proprietários de uma loja. Ficou órfão aos seis anos de idade. Acabaria por lhe ser concedida uma bolsa de estudo para a academia militar em Chapultepec mas ele decidiu não terminar os estudos. Nos primeiros anos do século XX trabalhou numa fundição, nos caminhos-de-ferro e para uma companhia petrolífera, em vários locais do norte do México e e no sul dos Estados Unidos.

## Fase inicial da Revolução Mexicana
Em 1907, por intermédio do seu primo, conheceu o anarquista Enrique Flores Magón. Participou na insurreição de Francisco Madero contra Porfirio Diaz em 1911. As suas forças ocuparam Monclova e Cuatro Ciénegas para Madero. Subsequentemente, em 1912, combateu a rebelião de Pascual Orozco. Mais tarde, após o golpe de Estado de  Victoriano Huerta contra Madero, González combateu contra Huerta e Pascual Orozco em Coahuila. Embora fosse considerada uma estrela militar em ascensão, Orozco derrotou-o em todos os confrontos, o que contribuiu para que González ficasse conhecido como "o general que nunca obteve uma vitória". Essa má reputação o seguiu nos anos seguintes. Numa entrevista posterior a Blasco Ibanez Carranza afirmou que "o general González comandou as maiores forças da Revolução e a única honra que conseguiu foi a de ter perdido todas as batalhas em que se envolveu."

## Às ordens de Carranza

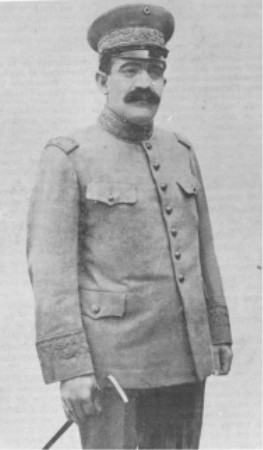
Pablo González em 1914

Mais tarde seria nomeado chefe do Exército do Nordeste durante o governo de Venustiano Carranza e em 1914 ocupou Monterrey, Tampico e outros locais. A ocupação de Monterrey por González, em conjunto com a batalha de Zacatecas, foi crucial para a derrota de Huerta e a partida deste para o exílio. Ao mesmo tempo, Álvaro Obregón foi nomeado para a chefia do Exército do Noroeste, uma posição equivalente à de González. Dado que Obregón via González como um general incompetente, tal contribuiu para o seu ressentimento para com Carranza, o qual daria frutos mais tarde.

## Contra osZapatistas
Foi também encarregado da pacificação da rebelião Zapatista em Morelos durante a luta entre Emiliano Zapata e Carranza, onde granjeou uma reputação de brutalidade e impiedade. O manifesto de González de 19 de julho de 1916 diz explicitamente que os civis de Morelos, incluindo mulheres e crianças, que eram vistos como apoiantes de Zapata, seriam massacrados (embora oficialmente contados entre aqueles que morreram em combate). Nas suas campanhas de pacificação, González reinstituiu a prática de Victoriano huerta e Porfírio Díaz de enviar camponeses capturados para o Yucatán onde eram sujeitos a pesados trabalhos forçados. Para combater González, Zapata decidiu fornecer armas a localidades individuais, mesmo aquelas que não se encontravam sob o seu controlo, de forma a que pudessem formar unidades efetivas de auto-defesa. Esta política acabaria por virar-se contra Zapata, pois após a retirada de González, os camponeses usaram as armas contra grupos de busca o que por seu lado conduziu a numerosos conflitos entre os camponeses e as tropas rebeldes que supostamente representavam a sua causa.
González foi em geral bem-sucedido no esmagamento temporário da rebelião em Morelos, sobretudo devido à ajuda de um general vira-casacas Zapatista, Sidronio Camacho (que havia morto o irmão de Zapata, Eufemio) o qual lhe forneceu informações cruciais. Contudo, após a deflagração de uma outra revolta em Coahuila, liderada por Lucio Blanco, González foi de novo convocado e Zapata reclamou o seu estado natal.

## Assassínio de Zapata
González foi o cérebro por detrás do assassínio de Emiliano Zapata, levado a cabo pelo seu coronel, Jesus Guajardo. No início de 1919 surgiram desavenças entre González e Guajardo, e após ter sabido delas, Zapata escreveu uma carta a Guajardo, pedindo-lhe para se juntar aos Zapatistas. A carta foi interceptada por González que chantageou Guajardo, e a usou como uma meio para montar uma cilada a Zapata. Guajardo, após demonstrar a sua lealdade a Zapata ao executar um chefe Zapatista que havia mudado de campo, Victoriano Barcena, combinou um encontro com Zapata em na Fazenda Chinameca onde deveria entregar munições muito necessárias. Após a chegada de Zapata, em 10 de abril de 1919, uma guarda de honra apresentou-lhe as armas, mas ao terceiro sinal do cornetim, dispararam à queima-roupa, matando Zapata.

## Rompimento com Carranza
Nas eleições de 19120, o presidente Carranza promoveu o civil Ignacio Bonillas como seu sucessor, para grande descontentamento dos seus generais, e de Álvaro Obregón em particular, o qual desejava a presidência. Após Carranza ter tentado prendê-lo, Obregón liderou uma revolta militar.
Inicialmente González manteve-se leal a Carranza. Porém, a maioria dos seus oficiais apoiava Obregón, e o seu aliado Plutarco Calles e opunha-se veementemente a Bonillas. Como resultado González declarou-se candidato à presidência. Em abril de 1919, Carranza exigiu a desistência da candidatura de González e deu o seu apoio total a Bonillas. Em 30 de abril, González rompeu oficialmente com Carranza, embora em vez de o prender e ocupar imediatamente a Cidade do México (a maioria das tropas da região apoiava-o), permitiu a fuga de Carranza para Veracruz, tendo ele retirado-se para Texcoco.
Durante a presidência interina de Adolfo de la Huerta, González foi acusado de traição e sedição e preso. Foi inicialmente condenado à morte, mas acabaria por ser perdoado e exilou-se nos Estados Unidos.

## Últimos anos
Após a vitória de Obregón sobre Carranza e sua posterior eleição como presidente, González regressou ao México. Retirou-se do serviço ativo e da política e dedicou-se aos negócios. Ficou quase na pobreza após a ruína do seu banco, e morreu em 1950 na cidade de Monterrey.